# 헐모시 팔
헐모시 팔(헝가리어: Halmos Pál, 영어: Paul Richard Halmos 폴 리처드 핼모스[*], 1916~2006)은 헝가리 태생의 수학자이다. 논리학과 확률론, 함수해석학에 기여하였다.

## 생애
1916년 3월 3일 헝가리 부다페스트에서 태어났다. 13세의 나이에 미국으로 이민하였으나, 평생 헝가리어 억양으로 말했다고 한다.
일리노이 대학교에서 수학 및 철학 복수 전공으로 3년만에 19세의 나이에 학사 학위를 수여받았다. 이후 철학 석사 과정을 시작하였으나, 시험에 낙제하여 대신 수학으로 전공을 바꾸었고, 1938년에 박사 학위를 수여받았다.
이후 존 폰 노이만 아래 프린스턴 고등연구소에서 있었다. 이후 시러큐스 대학교, 시카고 대학교, 미시건 대학교, 인디애나 대학교에서 교수를 맡았다. 1985년에 인디애나 대학교에서 은퇴하였고, 2006년에 사망하였다.

## 저서
- 1942. Finite-Dimensional Vector Spaces. Springer-Verlag.
- 1950. Measure Theory. Springer Verlag.
- 1951. Introduction to Hilbert Space and the Theory of Spectral Multiplicity. Chelsea.
- 1956. Lectures on Ergodic Theory. Chelsea.
- 1960. Naive Set Theory. Springer Verlag.
- 1962. Algebraic Logic. Chelsea.
- 1963. Lectures on Boolean Algebras. Van Nostrand.
- 1967. A Hilbert Space Problem Book. Springer-Verlag.
- 1978 (with V. S. Sunder). Bounded Integral Operators on L2 Spaces. Springer Verlag
- 1985. I Want to Be a Mathematician. Springer-Verlag.
- 1987. I Have a Photographic Memory. Mathematical Association of America.
- 1991. Problems for Mathematicians, Young and Old, Dolciani Mathematical Expositions, Mathematical Association of America.
- 1996. Linear Algebra Problem Book, Dolciani Mathematical Expositions, Mathematical Association of America.
- 1998 (with Steven Givant). Logic as Algebra, Dolciani Mathematical Expositions No. 21, Mathematical Association of America.

## 같이 보기
- 소박한 집합론

## 참고 문헌
- J. H. Ewing; F. W. Gehring (1991). 《Paul Halmos: Celebrating 50 Years of Mathematics》 (영어). Springer-Verlag. ISBN 0-387-97509-8. OCLC 22859036.
- John Ewing (October 2007). “Paul Halmos: In His Own Words” (PDF). 《Notices of the American Mathematical Society》 (영어) 54 (9): 1136–1144.